# Marija Sidorova
Marija Igorevna Sidorova (in russo Мария Игоревна Сидорова?; Balašicha, 21 novembre 1979) è una pallamanista russa.

## Palmarès

### Olimpiadi
- 1 medaglia:
  - 1 argento (Pechino 2008)

### Mondiali
- 2 medaglie:
  - 2 ori (Russia 2005; Francia 2007)

### Europei
- 1 medaglia:
  - 1 argento (Svezia 2006)